# Église Saint-Jacques-le-Majeur de Nice
Pour les articles homonymes, voir Église Saint-Jacques-le-Majeur et Église du Gesù (homonymie).
L’église Saint-Jacques-le-Majeur, dite aussi église du Gesù, est une église catholique de style baroque construite au XVIIe siècle par les Jésuites comme chapelle de leur collège. Sise rue Droite, dans le Vieux-Nice, à Nice (Alpes-Maritimes), l'église devient paroissiale en 1802 sous le vocable de Saint-Jacques-le-Majeur.

## Historique
C'est en 1603 qu'un riche marchand niçois qui s'était installé à Rome, Pons Ceva, donne, sur le conseil de saint Philippe Néri, une somme d'argent importante pour la construction d'un collège de jésuites à Nice.
Les jésuites s'installent le 15 novembre 1605 dans une maison située près du moulin communal. Le collège ouvre en 1606.
La première pierre du collège est posée le 12 février 1607. Ils commencent à acheter des maisons à proximité pour construire leur chapelle. Ces achats durent jusqu'en 1612. La première pierre de l'église, qui était surnommée la Chiesetta, dédiée au Saint-Nom-de-Jésus et à Saint Just est posée le 3 juin 1612. Leurs offices sont dits jusqu'au milieu du XVIIe siècle.
Pour agrandir cette église, les jésuites achètent une maison à côté.
Les travaux de la nouvelle église commencent en 1642. Le gros œuvre est terminé en 1650 quand elle sert pour un premier prêche qui y est fait. Les jésuites vendent à l'évêque de Nice Palletis les cintres qui avaient servi à la construction de la voûte. Les similitudes de la nouvelle église avec l'église de l'Escarène et la cathédrale Sainte-Réparate permet de l'attribuer avec une quasi-certitude à Jean-André Guiberto (francisé en Guibert). Il existe un plan de l'église conservé à la Bibliothèque nationale de France portant le nom d'Alessio di Angelis mais il est impossible de dire s'il en est l'auteur ou son réceptionnaire, de plus il doit concerner l'église avant 1642.
En 1651, deux chapelles familiales sont construites dans l'église par le sénateur Blancardi et Jean-Baptiste Fabri.
Après la suppression de l'Ordre des jésuites par le pape Clément XIV, les jésuites sont expulsés en 1773, le collège et l'église sont affectés au service des écoles royales. L'église devient paroissiale après le Concordat de 1801, en 1802, sous le vocable de saint Jacques le Majeur.
Elle n'a reçu sa façade actuelle, dans le goût baroque, qu'en 1825. Celle-ci a été réalisée par Aycart.
Elle est classée monument historique depuis le 25 octobre 1971.

## Caractéristiques
L'église est d'architecture baroque.

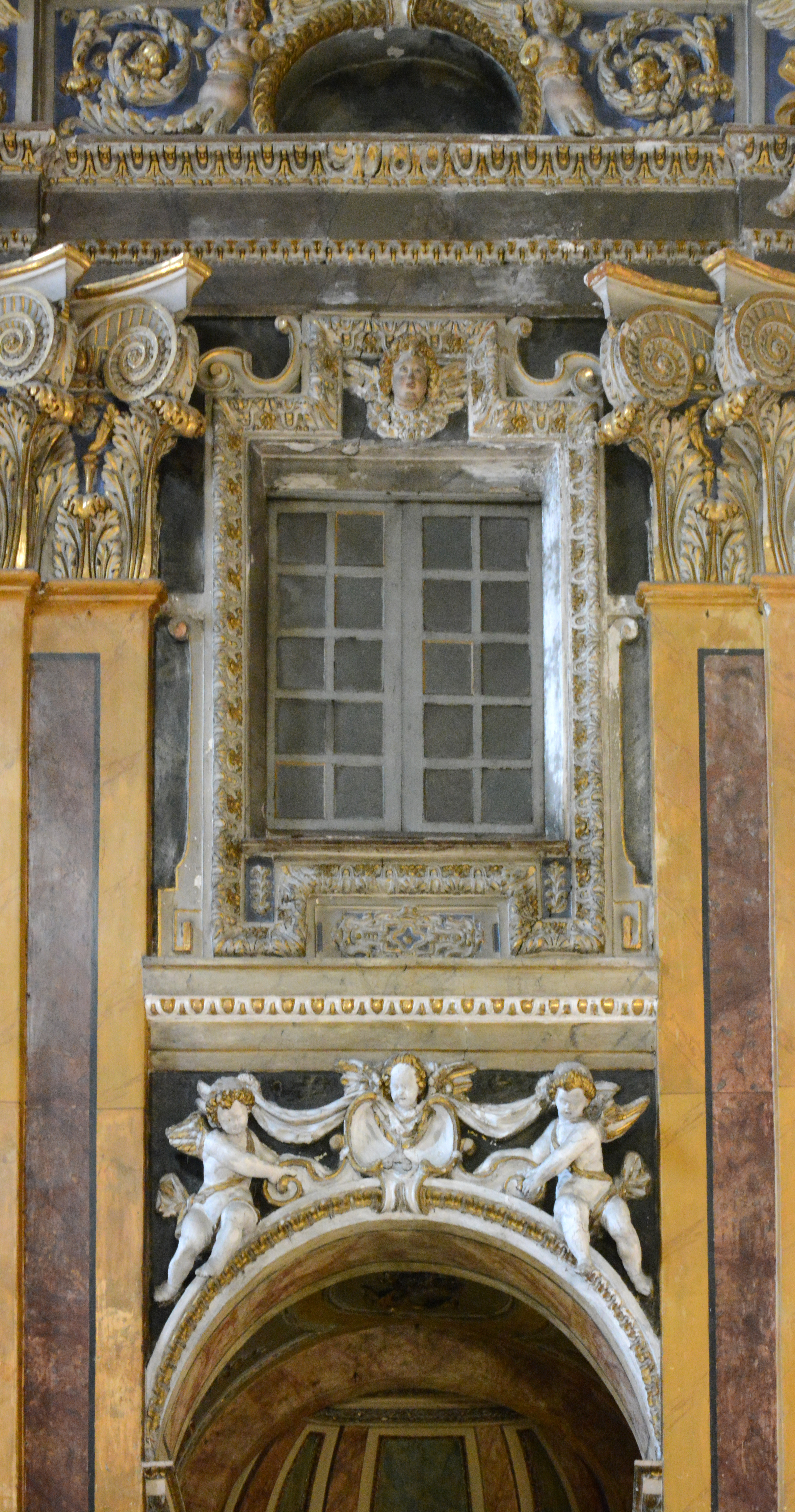
Sur les côtés de la nef, des fenêtres sont placées très en hauteur.

Les historiens qui ont étudié le bâtiment, comme Cigala, ont rapproché l'architecture de l'église de celle de l'église des Saints-Martyrs de Turin et de l'église du Gesù de Rome. L'architecte a subi l'influence du baroque piémontais avec les contraintes de l'édifice romain, église-type des jésuites, fer de lance de la réforme tridentine.
La façade est corinthienne. La présence d'une décoration maniériste sur la façade avec la serlienne a fait penser aux historiens qu'elle était du XVIIe siècle. Certains éléments du décor sont néoclassiques.
Le clocher mesure 42 mètres de hauteur. Il est en briques nues, ce qui est rare à Nice, et le rattache à l'art piémontais. Sa calotte est recouverte de tuiles polychromes écaillées suivant une mode ligure.
Le décor stuccé rapproche l'église de celui réalisé pour la basilique Santissima Annunziata del Vastato de Gênes par Della Porta et Scorticone. Cependant on note qu'il est moins proche du maniérisme ligure et qu'il marque une transition vers le style baroque piémontais.
À l'intérieur, se trouve une voûte en plein cintre de 36 mètres de long et de 14 mètres de large. Elle est ornée de motifs illustrant la vie de saint Jacques le Majeur qui a été réalisée du début du XIXe siècle sur les dessins du peintre niçois Hercule Trachel (1820-1872) qui a aussi peint les voûtes de l'église du monastère de Cimiez.

## Chapelles

### Côté de l'épître
À partir de l'entrée de l'église, du côté droit, on trouve :
- la chapelle du Sacré-Cœur de Jésus et du Cœur-Immaculé de Marie. Au centre on peut admirer le tableau sur le thème de L'adoration du Sacré-Cœur de Jésus et du Cœur-Immaculé de Marie. Ce tableau est placé dans un retable dont les chapiteaux des colonnes portent deux anges. Chaque ange tient une allégorie, celui de gauche la Foi avec le calice et l'hostie, celui de droite l'Espérance avec la Croix.
- la chapelle Saint-Joseph, plus petite. Elle était initialement consacrée à la Madone des Sept Douleurs. Sous l'autel on voit le gisant du Christ avec la Vierge dont la poitrine est percée par un poignard, à l'instar de son fils (plaie au flanc droit faite par le centurion Longin avec son javelot.)
- la chapelle des saints Louis-de-Gonzague et Honoré évêque : cette chapelle a d'abord été dédiée à saint François-Xavier. Elle a reçu en 1696 le patronage conjoint de saint Honoré, évêque d'Amiens et de saint Louis-de-Gonzague (1568-1591, canonisé en 1726, fête le 21 juin). Le tableau placé au centre représente La communion de saint Honoré.

### Côté de l'évangile
À partir de l'entrée de l'église, du côté gauche, on trouve :
- la chapelle des saints Crépin et Crépinien. La chapelle est décorée d'un tableau représentant les deux frères martyrisés vers 285. Le tableau corporatif montre l'activité des cordonniers au XVIIe siècle. Les deux saints sont représentés dans leur atelier avec leurs instruments de travail. La décoration de la chapelle a été refaite en 1710 par Jean-François de Barli-Fabri.
- la chapelle de saint Michel-Archange, plus petite. Saint Michel est représenté dans le tableau central en train de terrasser le démon.
- la chapelle de la Madone du Rosaire. Elle était le siège de la confrérie du même nom. Le tableau de droite représente La Madone donnant le Rosaire à saint Dominique et à sainte Catherine de Sienne, celui de gauche, L'adoration de l'Enfant-Jésus par deux saints jésuites : saint Ignace est probablement le personnage placé à gauche, et à droite, saint François-Xavier.

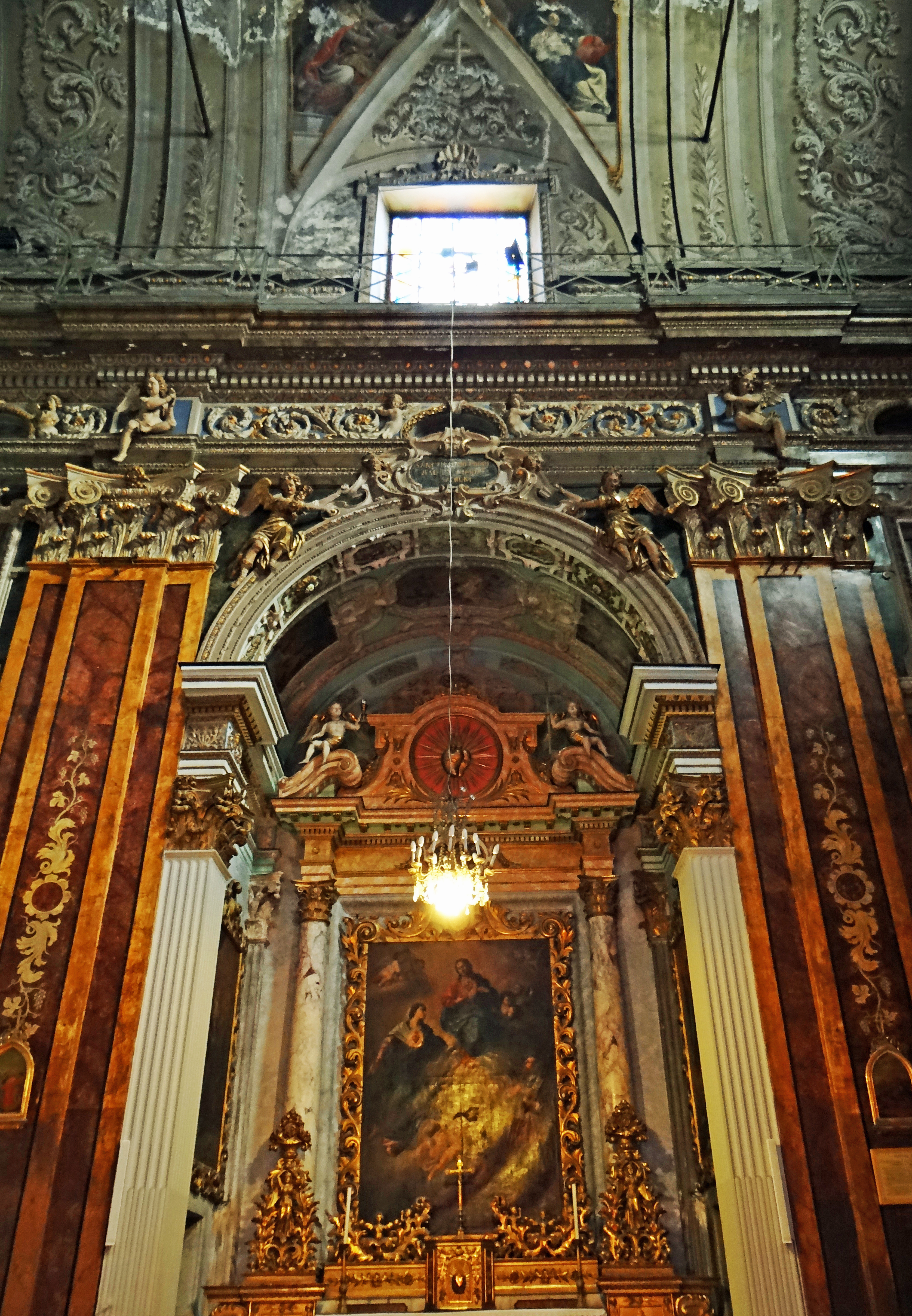
Chapelle du Sacré-Cœur de Jésus et du Cœur-Immaculé de Marie.
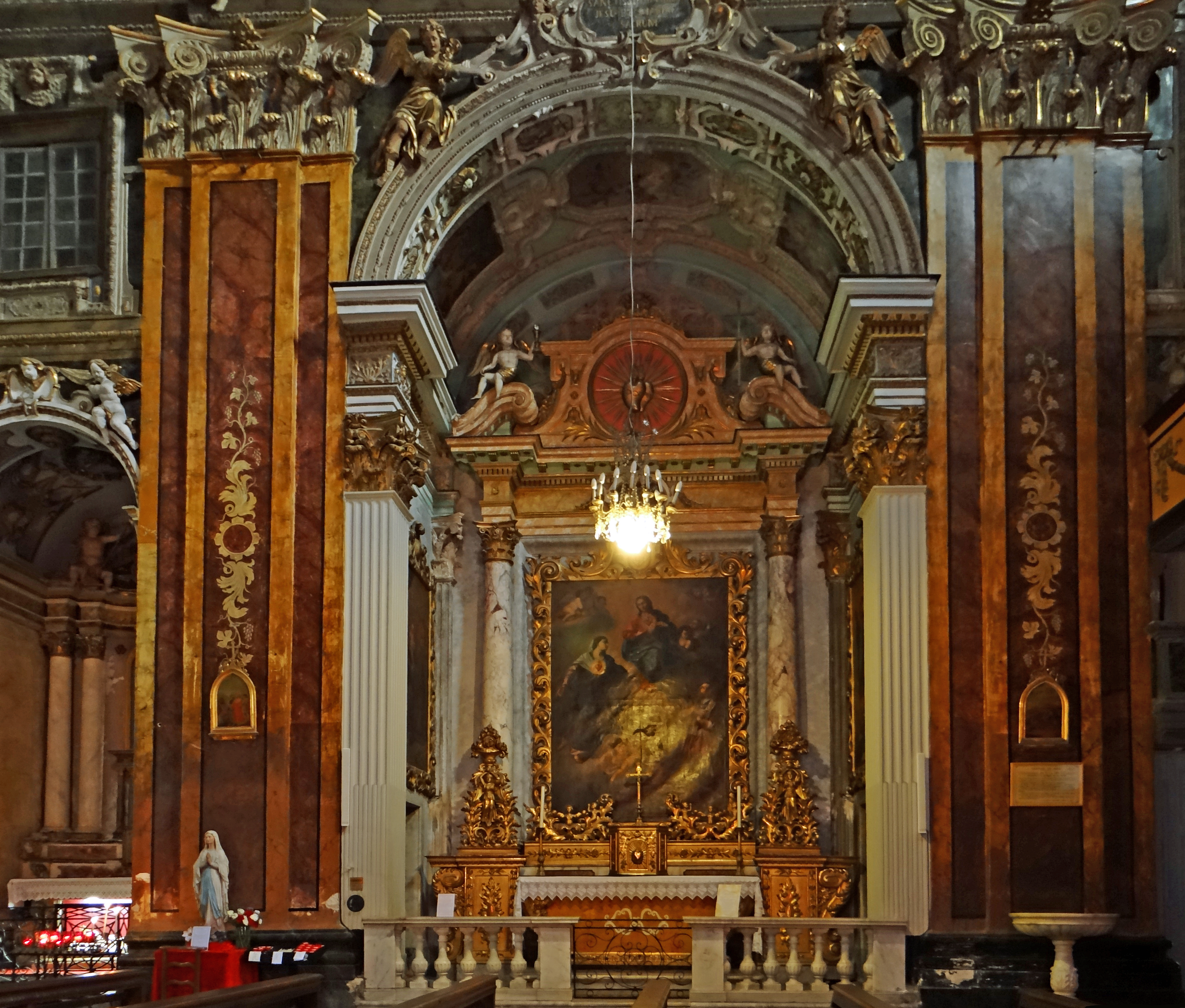
Chapelle du Sacré-Cœur de Jésus et du Cœur-Immaculé de Marie.
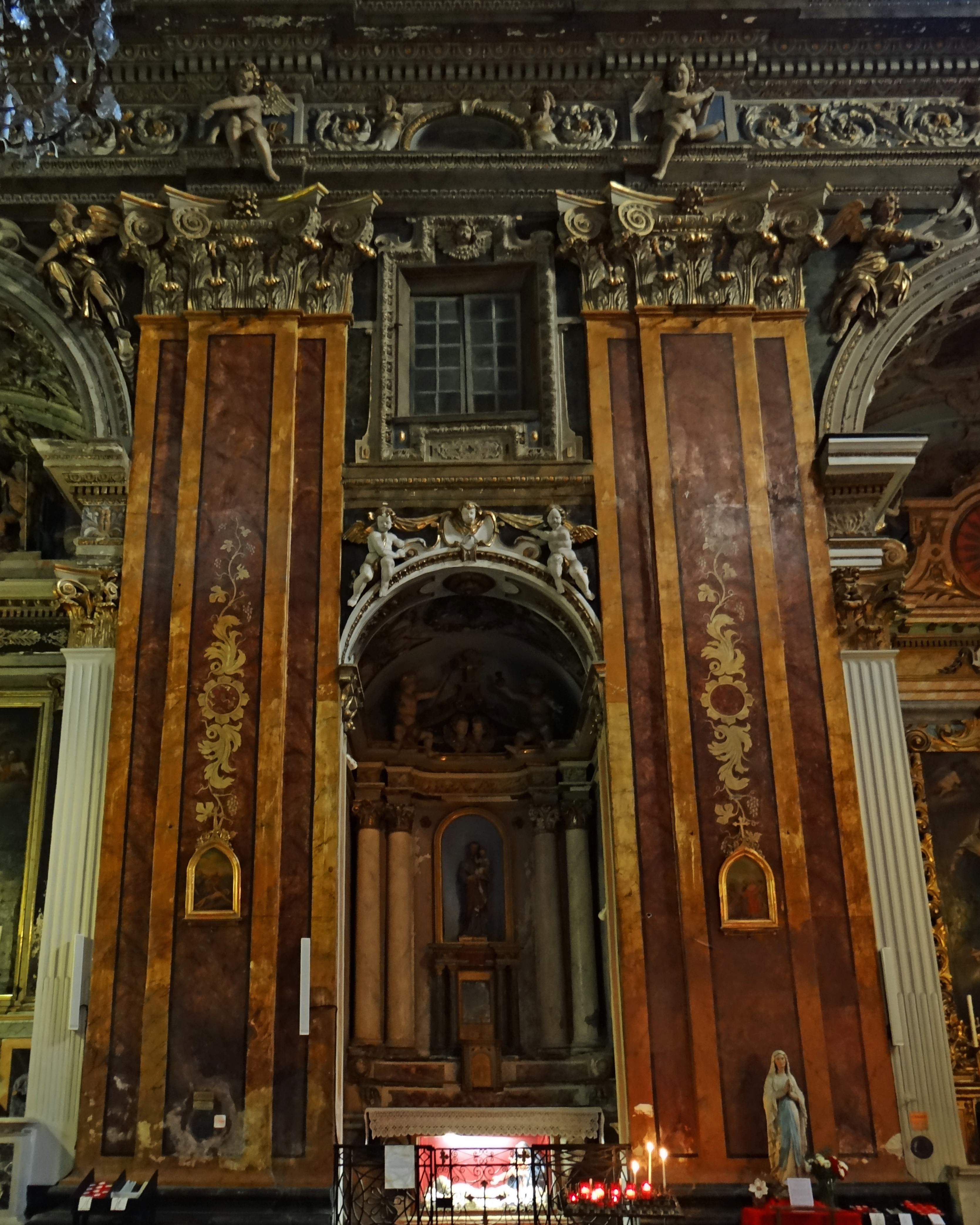
Chapelle Saint-Joseph.
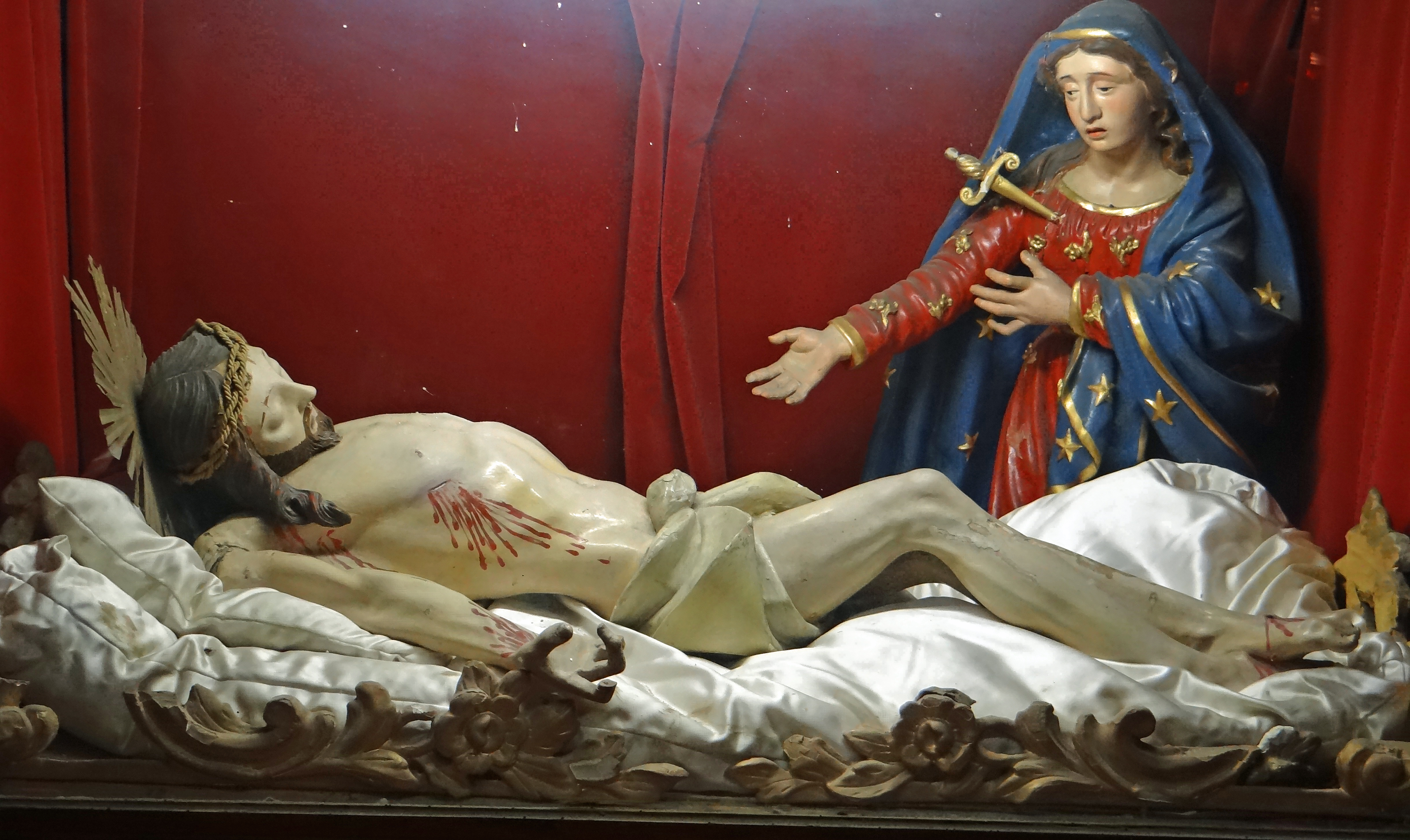
Gisant avec la Vierge dont le flanc est percé par un poignard.
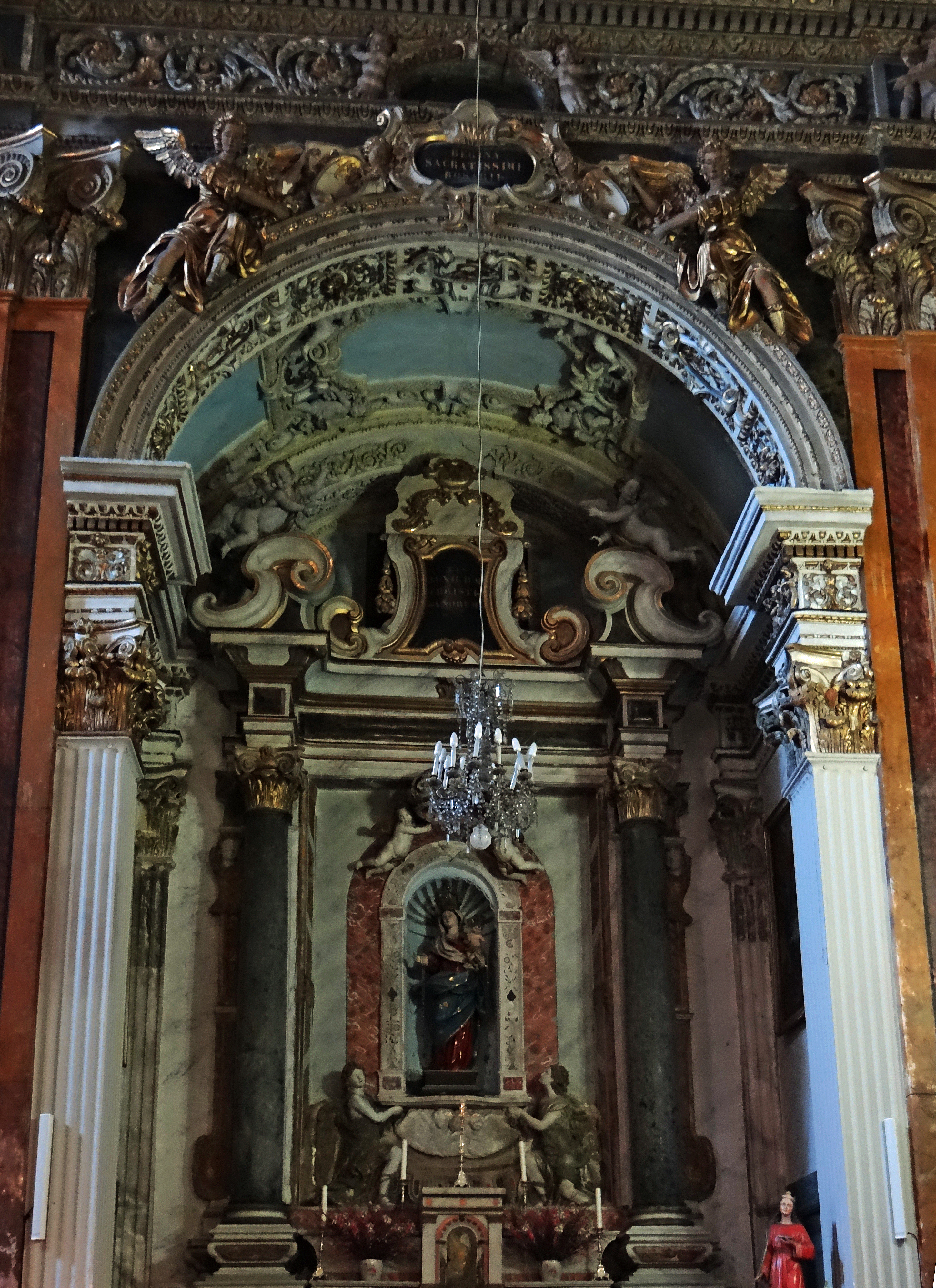
Chapelle de la Madone du Rosaire.

## Autres éléments de l'église

### La chaire à prêcher et la statue du Christ en Croix
La chaire est placée du côté de l'épître, après la chapelle saints Louis-de-Gonzague et Honoré évêque. Elle date du début du XIXe siècle. L'abat-voix a disparu. Elle a été inscrite au titre d'objet. L'élément décoratif le plus surprenant est ce bras vêtu de la soutane noire des Jésuites jaillissant de la chaire. Il tient fermement une croix qui est amovible. Le prêcheur pouvait se saisir de la Croix pendant son prêche et pour galvaniser son auditoire par la parole et le geste en la brandissant.

### La voûte de la nef
Les peintures ont été refaites au début du XIXe siècle à partir de dessins du peintre niçois Hercule Trachel (1820-1872). Les médaillons illustrent des évènements de la vie de saint Jacques le Majeur et du Christ.

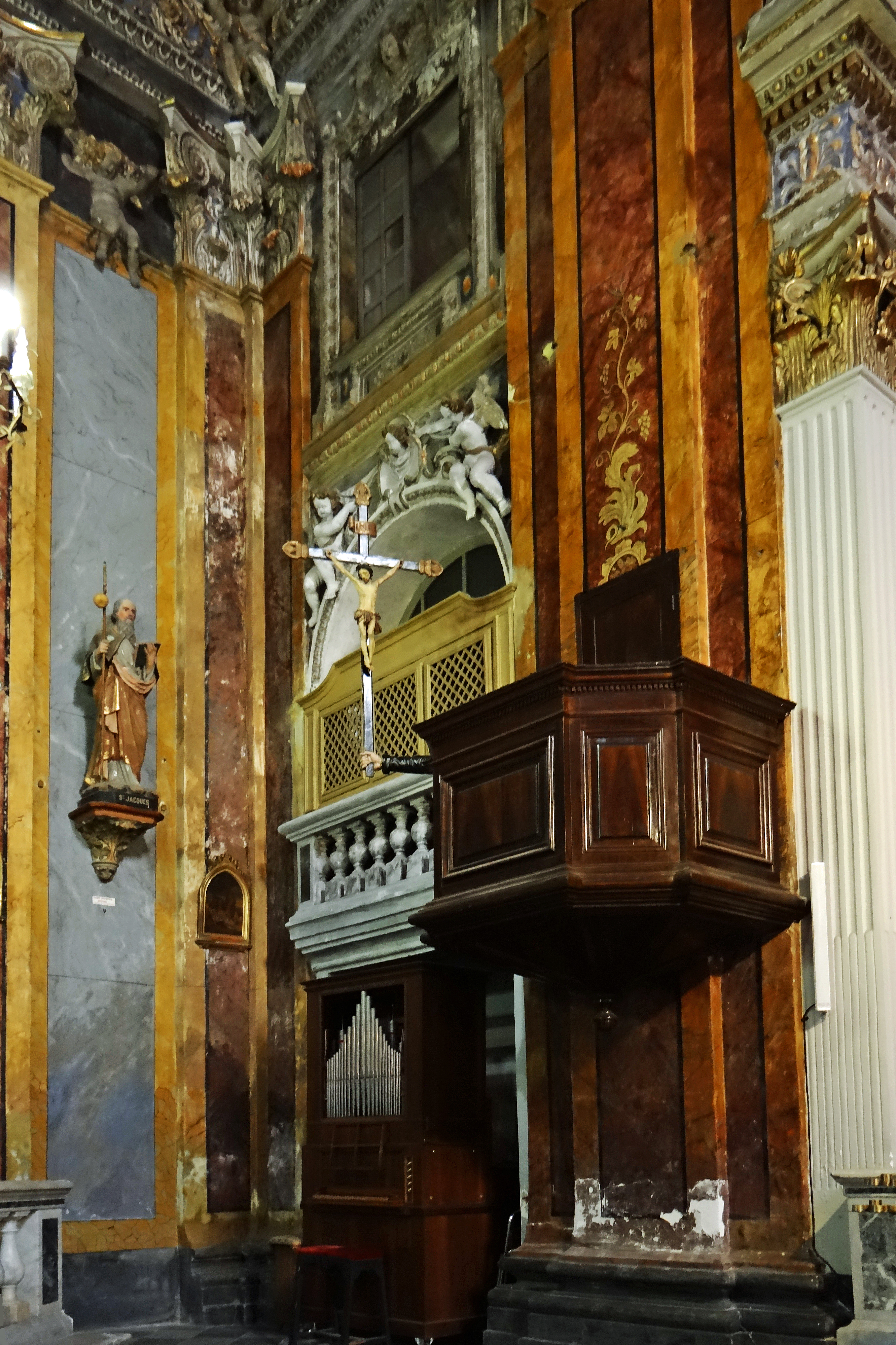
La chaire à prêcher.
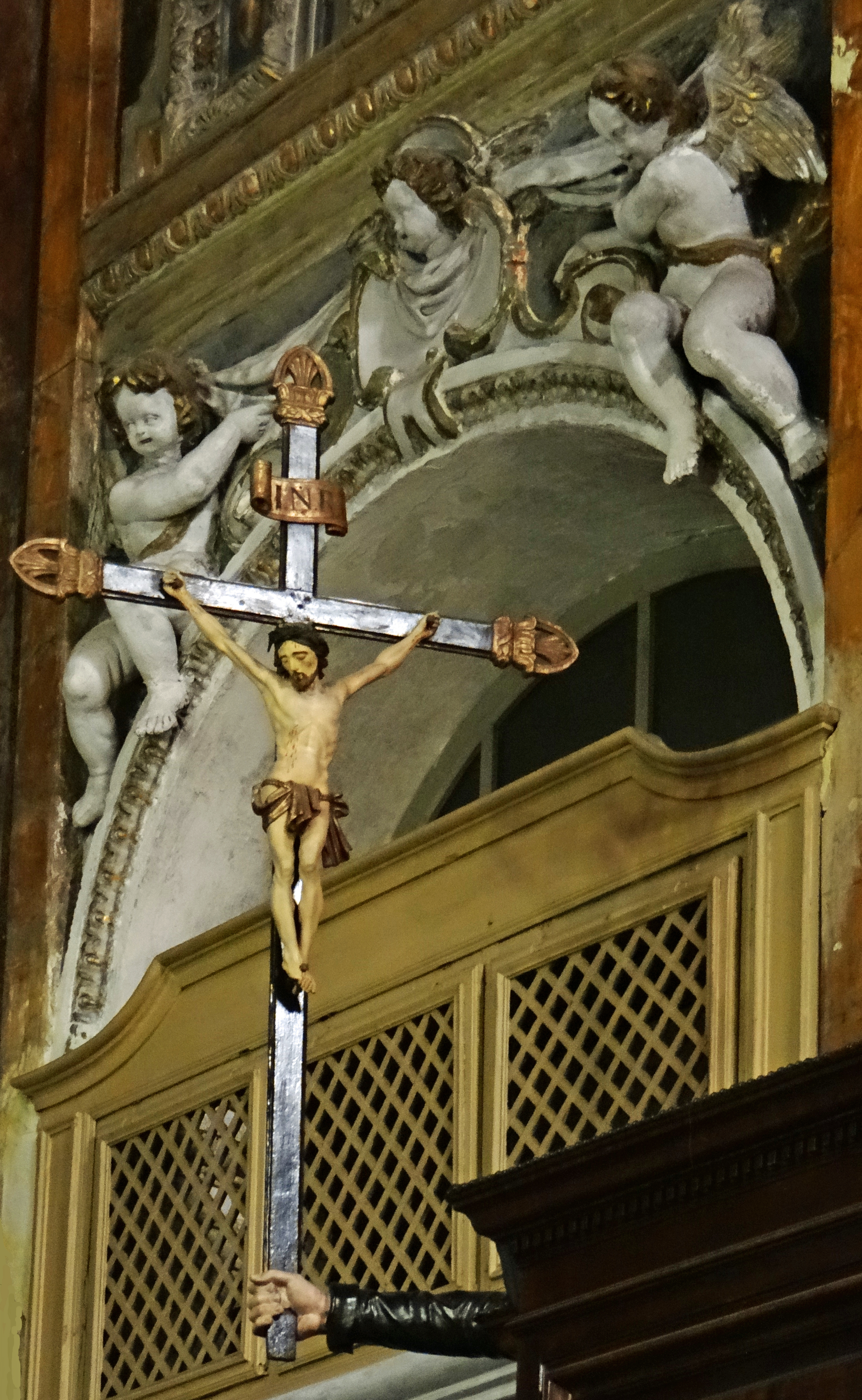
La Croix fixée sur la chaire.
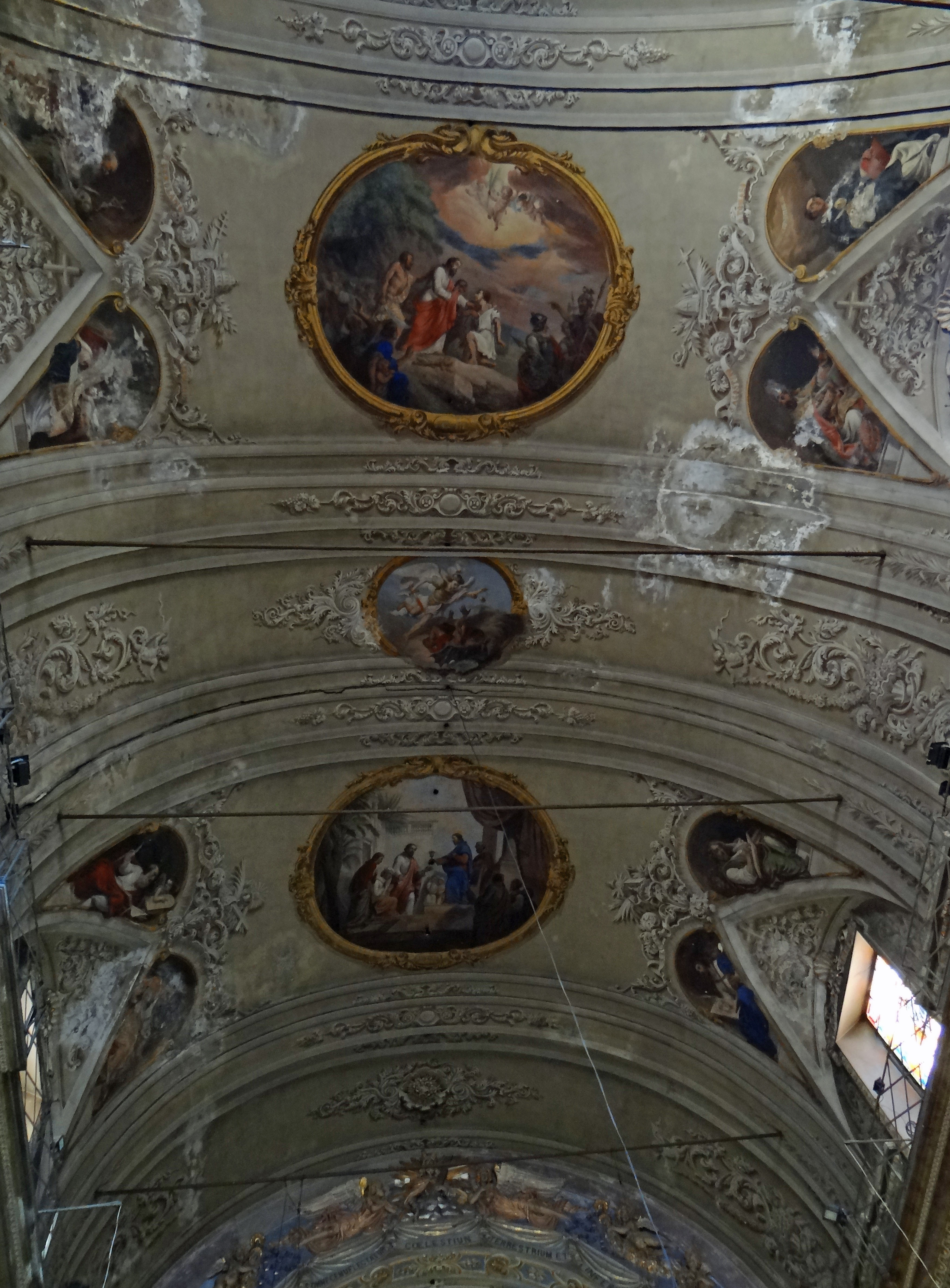
Décoration de la voûte de la nef.